# Purísima de Cerro Grande
Purísima de Cerro Grande är en ort i Mexiko.   Den ligger i kommunen San Luis de la Paz och delstaten Guanajuato, i den centrala delen av landet, 250 km nordväst om huvudstaden Mexico City. Purísima de Cerro Grande ligger 2 035 meter över havet och antalet invånare är 731.
Terrängen runt Purísima de Cerro Grande är varierad. Runt Purísima de Cerro Grande är det ganska tätbefolkat, med 52 invånare per kvadratkilometer. Närmaste större samhälle är San Luis de la Paz, 3,8 km norr om Purísima de Cerro Grande. Trakten runt Purísima de Cerro Grande består i huvudsak av gräsmarker.